# Özge Kırdar
Özge Kirdar, coniugata in prime nozze Çemberci e in seconde nozze Kinasts (Kütahya, 26 giugno 1985), è una pallavolista turca, palleggiatrice dello Sporting Lisbona.

## Biografia
È la sorella gemella della pallavolista Gözde Kırdar.

## Carriera

### Club
La carriera da professionista di Özge Kırdar inizia nel 1999, tra le file del Güneş Sigorta: dal 2000, dopo la fusione del suo club col VakıfBank, gioca nel neonato VakıfBank GS, dove resta fino al 2003, quando viene ingaggiata dallo Yeşilyurt per un triennio. Dopo una stagione nel Fenerbahçe, viene ingaggiata dall'Ereğli, con cui gioca nuovamente per una sola annata.
Nel campionato 2008-09 torna a giocare nel VakıfBank GS, restandovi per un quadriennio e col quale si aggiudica la Champions League 2010-11, dove viene premiata anche miglior palleggiatrice. Nella stagione 2012-13 passa all'Eczacıbaşı, conquistando la Supercoppa turca 2012, mentre nella stagione successiva viene ingaggiata per la prima volta all'estero, andando a giocare nella Liga Siatkówki Kobiet polacca col Dąbrowa Górnicza, in seguito rinominato MKS, nel quale milita per due annate.
Nel campionato 2015-16 veste la maglia della Lokomotiv Baku, nella Superliqa azera, per poi tornare in patria nel campionato seguente, ingaggiata dal Bursa BB, con cui vince Challenge Cup. Dopo un'annata di inattività, torna in campo nella stagione 2018-19 col neopromosso Türk Hava Yolları, sempre in Sultanlar Ligi, restando legata al club per un biennio, dopo il quale si ritira.
Torna in campo dopo un triennio per indossare nella stagione 2023-24 la casacca dello Sporting Lisbona, nella Primeira Divisão portoghese.

### Nazionale
Nel 2009 debutta anche in nazionale, vincendo la medaglia d'argento ai XVI Giochi del Mediterraneo. Successivamente si aggiudica la medaglia di bronzo al campionato europeo 2011 e ancora un argento ai XVII Giochi del Mediterraneo.

## Palmarès

### Club
- Supercoppa turca: 1

2012
- Champions League: 1

2010-11
- Challenge Cup: 1

2016-17

### Nazionale (competizioni minori)
- Giochi del Mediterraneo 2009
- European League 2011
- Giochi del Mediterraneo 2013

### Premi individuali
- 2011 - Champions League: Miglior palleggiatrice
- 2011 - Voleybol 1. Ligi: Miglior servizio